# Hejkiwka
Hejkiwka (ukrainisch Гейківка; russisch Гейковка Geikowka) ist ein Dorf im Westen der ukrainischen Oblast Dnipropetrowsk mit etwa 130 Einwohnern.

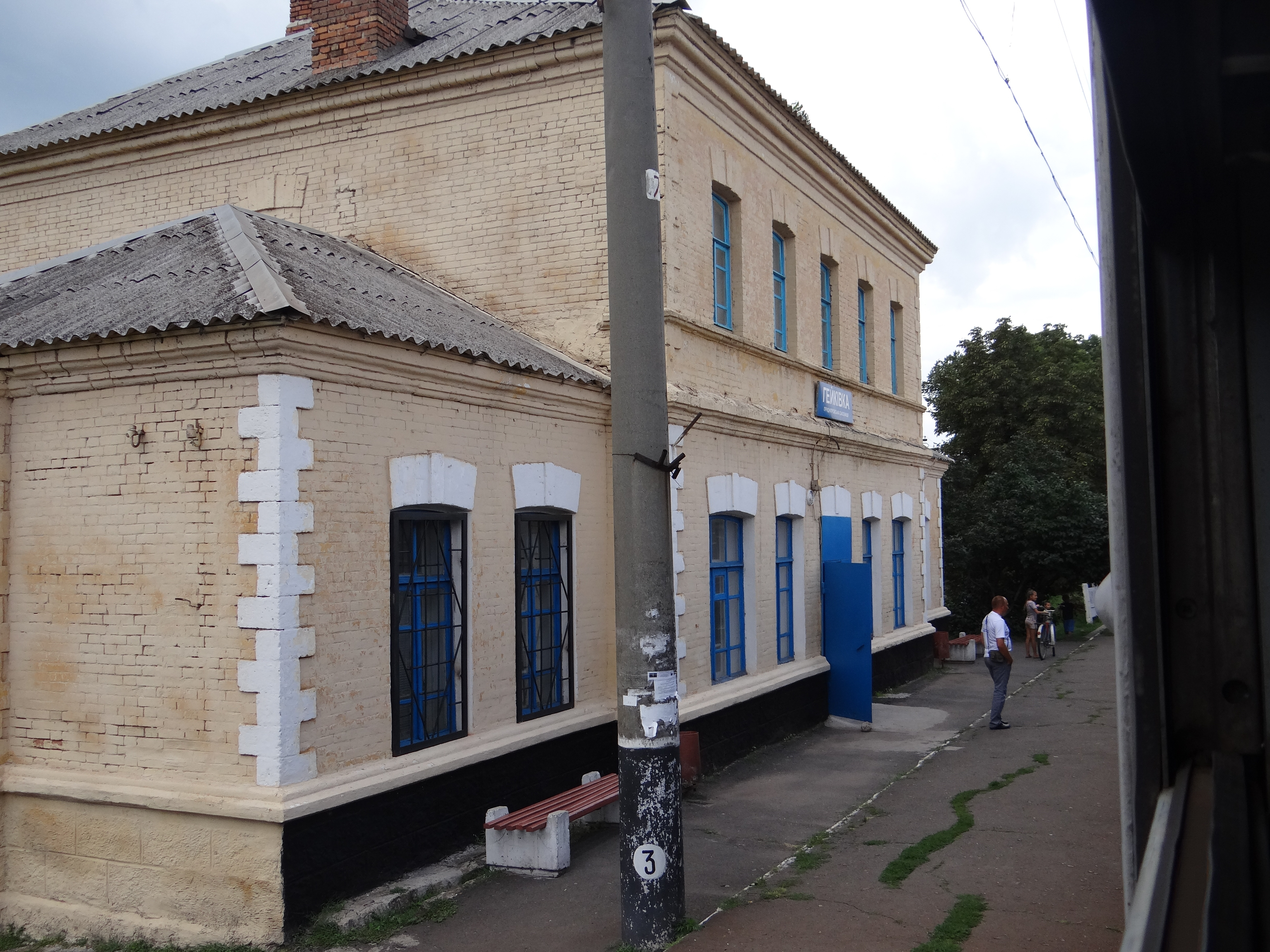
Bahnstation Hejkiwka

1995 erhielt die Ansiedlung Hejkiwka den Status eines Dorfes. Das Dorf besitzt eine Bahnstation an der Eisenbahnstrecke von Krywyj Rih nach Dolynska.
Hejkiwka liegt im Rajon Krywyj Rih etwa 30 km westlich von Krywyj Rih nahe der Grenze zur Oblast Kirowohrad und der Oblast Mykolajiw.
Am 12. Juni 2020 wurde das Dorf ein Teil der neugegründeten Landgemeinde Losuwatka, bis dahin bildete es zusammen mit den Dörfern Iwaniwka (Іванівка), Krywbass, Nowyj Krementschuk (Новий Кременчук), Pawliwka (Павлівка) und Rannij Ranok (Ранній Ранок) die gleichnamige Landratsgemeinde Hejkiwka (Гейківська сільська рада/Hejkiwska silska rada) im Westen des Rajons Krywyj Rih.